# Prix Harold-Pender
Le prix Harold-Pender, créé en 1972 est attribué par l'École d’ingénierie et de sciences appliquées (en) (School of Engineering and Applied Science) de l'université de Pennsylvanie à un représentant exceptionnel de la profession d'ingénieur qui a mérité l'honneur par des contributions significatives au profit de la société. Il est nommé d'après Harold Pender (en), premier doyen (dean) de l'école. Le prix Pender est la plus haute récompense délivrée par l'école. Il est célébré par une réception au cours de laquelle une conférence est donnée par le lauréat.

## Récipiendaires
- 2013 : Barbara Liskov, en reconnaissance de ses travaux sur le langages de programmation, la méthodologie de la programmation et les systèmes distribués.

- 2010 : Robert E. Kahn et Vinton Cerf, pour leurs contributions novatrices et fondamentales à la technologie de l'information réseau, et en particulier pour la conception et la mise en œuvre de la suite des protocoles Internet qui continue à fournir les bases d'Internet.

- 2006 : Mildred Dresselhaus, pour ses contributions pionnières et son leadership dans le domaine des nanostructures basées carbone et la nanotechnologie, et pour son engagement à promouvoir des opportunités aux femmes en science et ingénierie.

- 2003 : Dennis Ritchie et Ken Thompson, pour le développement du système Unix et du langage de programmation C.

- 2002 : John Joseph Hopfield, pour ses réalisations pionnières dans le domaine des neurosciences computationnelles et de la neuro-ingénierie.

- 2000 : Jack Kilby, pour sa contribution à l’invention des circuits intégrés ou microchip.

- 1999 : John H. Holland, créateur d'algorithmes génétiques et recherche innovante en complexité et adaptation.

- 1995 : George Dantzig, développeur de l'algorithme du simplexe, et créateur du domaine de l’optimisation linéaire.

- 1993 : Hiroshi Inose, pionnier dans les avancées en communication digitale et dans notre compréhension croissante des effets des flux d'informations sur la société.

- 1991 : Arno Penzias, découvreur du fond diffus micro-ondes des rayonnements du corps noir de l'univers.

- 1990 : Dana S. Scott, pionnier dans l'application de concepts de logique et algèbre au développement de la sémantique mathématique des langages de programmation.

- 1989 : Leo Esaki, pionnier des effets de tunnel dans les semi-conducteurs et développement du structures à puits quantique.

- 1988 : John Bardeen, co-inventeur du transistor et contributeur à la théorie de la supraconductivité.

- 1987 : Herbert Simon, contributeur au travail interdisciplinaire entre informatique, psychologie, économie et gestion, y compris le développement de l'intelligence artificielle et des sciences cognitives.

- 1986 : Ronold W. P. King, leader dans le développement de la théorie électromagnétique des antennes (en).

- 1985 : Amnon Yariv, innovateur en optique quantique et optique intégrée.

- 1984 : Carver Mead et Lynn Conway, développeurs des techniques de conception assistée par ordinateur (CAD) pour la technologie VLSI et auteurs du premier manuel sur les VLSI.

- 1983 : John Backus, developpeur du langage speedcoding et du langage FORTRAN.

- 1982 : Maurice V. Wilkes, développeur de deuxième plus grand ordinateur digital à usage général, et auteur du premier manuel de programmation d'ordinateurs digitaux.

- 1981 : Richard Hamming, père de la théorie des codes

- 1980 : Robert Noyce, développeur des circuits intégré.

- 1979 : Edwin H. Land, inventeur de la photographie instantanée.

- 1978 : Claude Shannon, créateur de la théorie de l'information quantitative.

- 1977 : Jan A. Rajchman, recherche informatique et électronique.

- 1976 : Hyman Rickover, United States Navy, père de la marine nucléaire.

- 1975 : Chauncey Starr (en), fondateur du Electric Power Research Institute (EPRI).

- 1974 : Peter C. Goldmark, inventeur (entre autres) du disque 33 tours.

- 1973 : John Mauchly et John Eckert, inventeurs du Electronic Numerical Integrator Analyser and Computer (ENIAC)

- 1972 : Edward E. David Jr. (en), conseiller scientifique du président des États-Unis.